# Amazing Blondel
Gli Amazing Blondel sono un gruppo musicale inglese formato da Eddie Baird, John Gladwin e Terry Wincott. La loro musica è stata definita a volte come psych folk, ma in effetti può meglio definirsi progressive folk, inteso come una reinvenzione della musica rinascimentale basata sull'uso di strumenti di quel periodo come il liuto e il flauto dolce.

## La storia
John Gladwin e Terry Wincott suonavano entrambi in una band molto "elettrica" chiamata Methuselah. A un certo punto nei loro concerti i due si producevano in un duetto acustico che riscuoteva un grande successo presso il pubblico: questo gli permise di portare alla luce la particolarità della loro musica. Così nel 1969 lasciarono i Methuselah e cominciarono a lavorare sul loro materiale acustico.  
Inizialmente questo materiale derivava dalla musica folk, in linea con molti degli altri gruppi di quel tempo. Tuttavia, cominciarono a sviluppare un personale idioma musicale, influenzato da una parte dai primi revivalisti come David Munrow, e dall'altro dai loro ricordi di infanzia legati alla serie TV Robin Hood, con la colonna sonora pseudo medievale di Elton Hayes.
Il gruppo si volle chiamare all'inizio Blondel da Blondel de Nesle, menestrello, poeta e musicista vissuto in Francia attorno al XIII secolo, che la leggenda colloca alla corte di Riccardo I d'Inghilterra. Secondo la leggenda, quando Riccardo I fu fatto prigioniero, Blondel viaggiò per tutta l'Europa centrale, cantando a ogni castello per localizzare il re e aiutarlo a fuggire. Questo nome per il gruppo fu suggerito da uno chef chiamato Eugene McCoy, che ascoltò alcune delle loro canzoni e commentò: «Oh, molto Blondel!», e così cominciarono a usare quel nome. Successivamente fu consigliato loro di aggiungere un aggettivo (in linea, per esempio, con The Incredible String Band) e così divennero gli Amazing Blondel.  
Il loro primo album, The Amazing Blondel, fu registrato nel 1969 per l'etichetta Bell Records, ma non ebbe un gran successo. L'anno dopo furono presentati da alcuni membri dei Free a Chris Blackwell della Island. Blackwell li mise sotto contratto per la sua etichetta, per la quale registrarono i loro tre più importanti album: Evensong, Fantasia Lindum e England.
Cominciarono quindi a girare in tournée, sia con propri concerti sia come gruppo di spalla per formazioni come Genesis, Procol Harum e Steeleye Span. Sul palcoscenico, puntarono sulla precisione tecnica della musica e sulla versatilità di strumentazione (molti concerti comportarono l'uso di circa quaranta strumenti).  Tuttavia sorse un conflitto tra i desideri dei loro manager, che premevano per organizzare sempre più tour, e quelli del gruppo, che invece voleva passare più tempo a produrre nuovo materiale e in studio di registrazione. Alla fine, questa situazione portò nel 1973 alla partenza di John Gladwin (che aveva scritto la maggior parte del loro materiale). I rimanenti due membri del gruppo decisero di continuare come duo, accorciando il loro nome in "Blondel". Con questa nuova formazione, continuarono a registrare molti album con un gran numero di musicisti ospiti, tra cui Steve Winwood e Paul Kossoff.  
Dalla fine degli anni settanta, il punk diventò il genere musicale predominante e il folk perse popolarità: Baird e Wincott smisero di suonare sotto il nome di Blondel.  
Il gruppo originale si riformò nel 1997 e produsse un nuovo album, Restoration. Da allora, hanno cominciato a esibirsi in tutta Europa. Nel 2005, Terry Wincott ha subìto con successo un'operazione per l'applicazione di un bypass cardiaco, che ha rimesso in discussione i piani del gruppo per i concerti futuri.

## Membri del gruppo
John David Gladwin ed Edward Baird sono nati e cresciuti a Scunthorpe, nel Lincolnshire. Terence Alan Wincott è nato nell'Hampshire ma si trasferì giovanissimo a Scunthorpe.  
I membri del gruppo sono tutti versatili musicisti: Gladwin canta e suona chitarra a dodici corde, liuto, contrabbasso, tiorba, cetra, tamburello e campane tubolari. Wincott canta e suona chitarra acustica, armonium, flauto, ocarina, congas, cromorno, organo, tamburello, clavicembalo, pianoforte, mellotron, bongos e percussioni varie. Baird canta e suona liuto, glockenspiel, cittern, dulcimer, chitarra a dodici corde e percussioni.

## Stile musicale
I Methuselah, gruppo di hard rock tendente al rock progressivo e al folk, si inquadrano in un periodo della musica inglese in cui fioriva un’attenzione verso sonorità rinascimentali, di cui è testimonianza Lady Jane dei Rolling Stones. In seguito i Methuselah si trasformarono in Blondel e successivamente in Amazing Blondel, producendo un album rock con influssi blues ed elementi di psichedelia. Il successivo LP Evensong del 1970 segnò la svolta attraverso la quale gli Amazing Blondel esplorarono sensibilità musicali che richiamavano ballate e madrigali medievali, eseguiti con l’ausilio di una strumentazione acustica che rievocava le atmosfere di quel tempo. Per questo i musicisti della formazione familiarizzarono con strumenti del periodo medievale ed elisabettiano: liuto, oboe, cittern, contrabbasso, organo a canne, armonium, flauti dolci, cromorno, chitarra, ocarina, percussioni. Nel successivo Fantasia Lindum si aggiunsero la cornamusa, il dulcimer, la ghironda e il clavicembalo, anche se quest’album è più prossimo al rock progressivo che al folk rock. Dall’album seguente in poi, gli Amazing Blondel abbandonarono le atmosfere rinascimentali per spostarsi verso sonorità più dure non lontane da quelle degli Steeleye Span.

## Gli strumenti
Gli Amazing Blondel utilizzarono un gran numero di strumenti, ma fondamentali per il loro sound erano il liuto e i flauti.  
Quando si esibivano in tournée, il liuto risultò essere uno strumento piuttosto difficile da usare sul palcoscenico, in termini di amplificazione e accordatura. Così nel 1971 commissionarono la costruzione di due chitarre a sette corde, che potevano essere suonate con l'accordatura dei liuti. Il disegno e la costruzione di questi strumenti furono realizzati da David Rubio che fabbricava chitarre classiche, liuti e altri strumenti per musicisti classici, come Julian Bream e John Williams.  
Lo strumento di Gladwin fu progettato per avere un suono leggermente più basso, per essere usato come strumento di accompagnamento, mentre quello di Baird fu realizzato ponendo maggior enfasi sui suoni alti, come strumento predominante. L'uso dei due strumenti ebbe un grande successo, tanto come solisti quanto in duo. Le chitarre furono provviste di microfoni interni per semplificarne l'amplificazione.

## Discografia

### Album studio
| Title                                                         | Year | Label            | Line-up                                  |
| The Amazing Blondel (aka The Amazing Blondel and a Few Faces) | 1970 | Bell Records     | John Gladwin, Terry Wincott              |
| Evensong                                                      | 1970 | Island Records   | Eddie Baird, John Gladwin, Terry Wincott |
| Fantasia Lindum                                               | 1971 | Island Records   | Eddie Baird, John Gladwin, Terry Wincott |
| England                                                       | 1972 | Island Records   | Eddie Baird, John Gladwin, Terry Wincott |
| Blondel                                                       | 1973 | Island Records   | Eddie Baird, Terry Wincott               |
| Mulgrave Street                                               | 1974 | DJM Records      | Eddie Baird, Terry Wincott               |
| Inspiration                                                   | 1975 | DJM Records      | Eddie Baird, Terry Wincott               |
| Bad Dreams                                                    | 1976 | DJM Records      | Eddie Baird, Terry Wincott               |
| Restoration                                                   | 1997 | HTD Records      | Eddie Baird, John Gladwin, Terry Wincott |
| The Amazing Elsie Emerald                                     | 2010 | Talking Elephant | Eddie Baird, Terry Wincott               |

### Altre produzioni
- Live in Tokyo (1977) (actually this live album was recorded in Europe)
- Englishe Musicke (compilation), Edsel Records, (1993)
- Amazing Blondel & a Few Faces (riedizione su CD del primo album: The Amazing Blondel del 1970), Edsel Records, (1995)
- A Foreign Field That Is Forever England:Live Abroad (live, 1972–1973) HTD Records (1996)
- Evensong/Fantasia Lindum, Beat Goes On 626 (2004)
- Going Where The Music Takes Me (Live & Studio Archive recordings From The 60's To the 80's) (2-CD-Box + DVD), Shakedown Records (2004)(Compilation with 38 unreleased songs; no Amazing Blondel recordings but songs by the individual members)
- Harvest of gold - The English Folk Almanach (Live sampler including recordings from Steeleye Span; Fairport Convention and Magna Carta as well as five live recordings by Amazing Blondel from the early 1970s which are otherwise unreleased)

## Formazione originale degli Amazing Blondel: Gladwin, Baird e Wincott
- The Amazing Blondel, Bell Records, (1970)
- Evensong, Island Records, (1970)
- Fantasia Lindum, Island Records, (1971)
- England, Island Records, (1972)
- Englishe Musicke (compilation), Edsel Records, (1993)
- A Foreign Field That Is Forever England (dal vivo, 1972–1973) HTD Records (1996)
- Restoration, HTD Records, (1997)
- Evensong/Fantasia Lindum, Beat Goes On 626 (2004)
- Going Where The Music Takes Me (Registrazioni dal vivo e in studio dagli anni 60 agli anni 80) (2-CD-Box + DVD), Shakedown Records (2004)(Compilation con 38 brani inediti dei singoli membri)
- Harvest of gold - The English Folk Almanac (Live sampler con registrazioni degli Steeleye Span, Lindisfarne e Magna Carta e cinque registrazioni inedite dal vivo degli Amazing Blondel dei primi anni 70).

## Blondel: Baird, Wincott e altri musicisti
- Blondel, Island Records, (1973)
- Mulgrave Street, DJM Records, (1974)
- Inspiration, DJM Records, (1975)
- Bad Dreams, DJM Records, (1976)
- Live in Tokyo (1977) (pare in realtà che la registrazione si riferisca ad un concerto tenuto in Europa).